# Диана Дилова-Брайнова
Диана Дилова-Брайнова е българска баскетболистка.
Родена е на 1 ноември 1952 година. Тренира в баскетболния отбор на „Локомотив – София“ и участва в националния отбор. С него печели бронзов медал на Олимпиадата в Монреал (1976) и сребърен медал на Олимпиадата в Москва (1980). Дилова е президент на баскетболния клуб ЖСК „Локомотив София“. 